# 洪文衡
洪文衡（1560年—1621年），字平叔，一字平仲，字桂渚，南直隶徽州府歙县桂林人。明朝政治人物。

## 生平
万历十年（1582年）壬午科應天府鄉試舉人，十七年登己丑科进士。都察院觀政，九月告病歸。二十年授户部主事，二十一年調禮部，二十二年迁吏部考功司主事，引疾归。二十七年三月起补南京工部主事，二十九年升员外郎，三十年升屯田司郎中，三十五年六月升光禄寺少卿，三十八年三月升太常寺少卿、提督四夷馆，四十年四月充正使，册封荆府，八月升大理寺右少卿，四十一年丁母憂。四十八年補原职，天啓元年六月升左少卿，七月进太常寺卿、管少卿事，十月四日卒于京，得年六十二，贈工部右侍郎，賜祭葬，廕孫洪茂为國子生。
座右铭：做个好人，心正身安魂夢稳；行些好事，天知地鉴鬼神欽。

## 家族
曾祖洪道相。祖父洪福；父洪豪，俱贈太常寺卿，建坊桂林，书曰「三代奉常」。
五子：程氏生洪嗣成、洪嗣彦；汪氏生洪嗣廉、洪嗣宪，字子繇、洪嗣台。孫中悦、中愫、中恪，曾孙正治、敏治。文衡女婿吴尚选，南京总督粮储户部侍郎吴中明之子。

## 延伸阅读
[在维基数据编辑]
 《明史卷二百四十二》，出自《明史》